# Nicolae Cajal
Nicolae Cajal (Bucareste, 1 de outubro de 1919 – 7 de março de 2004) foi um médico, acadêmico, político e filantropo judeu romeno. Foi presidente das comunidades judaicas da Federação da Roménia de 1994 até sua morte.

## Biografia
Cajal realizou um doutorado em virologia e presidiu o Ştefan S. Nicolau Virology Research Center , em Bucareste durante anos. Ele era um membro da Academia Romena, a romena de Ciências Médicas da Academia, a British Royal Society of Medicine, e a New York Academy of Sciences. Desde 1966, ele era um perito para a Organização Mundial de Saúde.
Nicolae Cajal era um membro ativo na sociedade civil, envolvidos na melhoria da consciência dos crimes de guerra realizado na Segunda Guerra Mundial, a Roménia e do genocídio na Transnístria e de outras áreas ocupadas.
Entre 1990 e 1992, ele foi um senador independente para Bucareste.